# Кассала (провинция)
Кассала (араб. كسلا‎, англ. Kassala) — одна из 18 провинций Судана, расположенная на востоке страны. Административный центр — город Кассала.

## География
Штат Кассала граничит:
- На севере — со штатом Красное море
- На востоке — с Эритреей и Эфиопией
- На юге — со штатом Гедареф
- На западе — со штатом Хартум

Через территорию штата протекают реки Гаш и Атбара. На востоке расположены горы Кассала с высотами до 851 м.

## Административное деление

Административное деление провинции

Штат делится на 8 округов (локальностей):
1. Кассала
2. Хаша-эль-Гирба
3. Арома
4. Хамшакориб
5. Нахр-Атбара
6. Талаха
7. Эль-Гадариф
8. Эль-Фао

## Экономика
Основу экономики составляют:
- Сельское хозяйство (орошаемое земледелие)
- Торговля с соседними странами
- Добыча золота

## История
Территория штата исторически была населена племенами беджа. В 19 веке регион стал частью Англо-Египетского Судана. Современный штат был образован в 1991 году.

## Население
По данным переписи 2008 года население штата составляло 1 789 806 человек. Основные этнические группы:
- Беджа
- Рашайда
- Джаалин

## Достопримечательности
- Гора Тоттиль — священное место для народа беджа
- Национальный парк Диндер (частично расположен в штате)